# Internetna varnost
Spletna varnost ali varnost na spletišču ali internetna varnost je veda, ki se ukvarja s stopnjo uporabnikove osebne varnosti, varnostnih tveganj do zasebnih podatkov in premoženja, povezanega z uporabo interneta ter samozaščite pred računalniškim kriminalom na splošno.
V več pogledih je internet velika prednost, saj ponuja nove možnosti povezovanja, komunikacije in novih dejavnosti. Vendar pa s tem zbira tudi pomembne informacije uporabnikov, ki se lahko v tej internetni mreži izgubijo, so ukradene ali pa so uporabljene v škodljive namene. Vse to je zaradi dostopnosti informacij preprosto in zaradi širokega dosega interneta tudi težje nadzorovati in preprečiti. Internet je bil narejen kot nov odprt prostor brez omejitev in brez centralnega nadzorovanja, kar posledično pomeni, da je zelo težko zagotoviti zaupnost, poštenost in varnost. 
Zaradi stalnega povečevanja števila uporabnikov interneta je potrebna tudi vse večja skrb za varnost na internetu tako za otroke kot tudi za odrasle. Splošna skrb glede varnosti na internetu vključuje: zloraba uporabnika (nezaželena pošta, spletno ribarjenje ali zvabljanje, spletno ustrahovanje, spletno zalezovanje , itd.), spletne strani in programske opreme (namestitev zlonamerne programske opreme, računalniški virusi, itd.) in različne tipe opolzkih ali žaljivih vsebin. Na internetu so lahko storjena različna kazniva dejanja, kot so zalezovanje, kraja identitete in podobno.
Večina socialnih omrežij in spletnih klepetalnic vsebuje stran z informacijo o varnosti. Številne skupine, vlade in organizacije so izrazile pomisleke glede varnosti otrok, ki uporabljajo internet. V mesecu februarju se po vsem svetu praznuje Dan varnejše rabe interneta z namenom ozaveščanja o varnosti interneta. Kampanijo »Get Safe Online« v Veliki Britaniji je sponzorirala vladna agencija, imenovana »Serious Organized Crime Agency« (SOCA) in glavni internetni podjetji, kot sta Microsoft in eBay.

### Lastnosti internetne varnosti[1]
Obstajajo štiri glavne lastnosti, ki jih povezujemo z internetno varnostjo. To so zaupnost, poštenost, dostopnost in zasebnost. Razumevanje teh atributov je pomembno zato, da se razvijejo primerni načini nadzorovanja vsake lastnosti posebej. 
Zaupnost se nanaša na diskretnost uporabnikov, kar pomeni, da le-ti ne bi smeli imeti nepooblaščenega dostopa do podatkov drugih uporabnikov ali do njihovih računalniškega premoženja.
Poštenost ali integriteta pomeni, da so vsi podatki na internetu točni in pravilni. Za nadzor te lastnosti je pomembno, da le pooblaščene osebe urejajo, dodajajo ali brišejo podatke, brez poseganja v varnost uporabnikov. 
Dostopnost je atribut, ki narekuje možnost stalnega dostopa do interneta pooblaščenim osebam, ko ga te potrebujejo.
Zasebnost je pravica do zaščite in varstva lastnih podatkov, ki lahko hkrati preprečuje vdor v zasebnost uporabnika. To pomeni, da lahko le tisti, ki deli svoje informacije, le-te tudi nadzoruje.

## Kako zagotoviti internetno varnost?
Obstaja več postopkov, ki jih lahko izvedemo, da povečamo varnost naših podatkov na spletu.
Požarni zid je program oziroma oprema, ki preprečuje nepooblaščene vdore v računalnik. Ta deluje na način, da dovoljuje dostop do vašega računalnika le tistim programom, ki so varni in tako regulira povezovanje neznanih programov z računalnikom.
Protivirusni program pripomore k zaščiti vašega računalnika pred virusi in ostalo programsko opremo, ki bi lahko bila škodljiva za vaš računalnik. Ti programi pregledajo datoteke na računalniku ter preverjajo računalniške programe, ki so potencialno škodljivi - takšni programi lahko samo upočasnijo delovanje računalnika, lahko pa tudi nadzorujejo aktivnosti na računalniku.
Poleg tega pa se lahko pred raznimi škodljivimi programi dodatno zaščitimo s tem, da redno posodabljamo varnostne programe in operacijski sistem, ter da naredimo varnostno kopijo svojih podatkov. Prav tako pa je potrebno upoštevati tudi napotke za varno rabo digitalnih aparatov. 

### Nasveti za finančno varnost na internetu:[3]
- Prepričajte se ali so vaši spletni nakupi opravljeni na zaupanja vrednih straneh
- Nikoli ne plačujte s kreditno kartico na javnem wifiju
- Izberite močna gesla
- Bodite previdni v primeru nujnega SMS sporočila ali klica, ki naj bi prišel s strani banke
- Bodite še posebej pozorni na sporočila o prejemu denarja
- Bodite pozorni na prevare na družbenih omrežjih